# Фокин, Валентин Иванович
Валентин Иванович Фокин (30 июня 1896, Бугульма, Самарская губерния, Российская империя — 22 июня 1945, Цыбинка, Любушское воеводство, Польша) —  советский военачальник, полковник (27.04.1939).

## Биография
Родился 30 июня 1896 года в городе Бугульма, ныне в Татарстане, Россия. Русский. До службы в армии  работал кузнецом на маслодельном заводе Орлова в г. Бугульма. 

### Первая мировая война
В августе 1915 года он был мобилизован на военную службу и зачислен рядовым в учебную команду 1-го запасного Кузнецкого кавалерийского полка в городе Сызрань. После ее окончания в марте 1916 года  был направлен на Западный фронт, где воевал младшим унтер-офицером в 5-м уланском полку 5-й кавалерийской дивизии. В апреле 1918 года демобилизовался и вернулся на родину.

### Гражданская война
5 июня 1918 года добровольно вступил в РККА и был зачислен младшим командиром в конный бугульминский добровольческий отряд. В его составе принимал участие в боях против белочехов на Восточном фронте. С января 1919 года проходил службу помощником командира взвода в 3-м кавалерийском полку в городе Симбирск. С апреля 1919 года командовал отдельным эскадроном при штабе 5-й армии. Член ВКП(б) с 1919 года. С октября 1920 года — командир эскадрона в 35-м кавалерийском полку 35-й кавалерийской дивизии в городе Иркутск. Сражался с колчаковскими войсками в районе городе Угра (Улан-Батор), под городами Балаганск и Акша. С ноября 1921 года по апрель 1922 года Фокин находился на кавалерийских курсах при штабе 5-й армии в г. Иркутск, по окончании вернулся в полк на прежнюю должность. С мая 1922 года и. д. командира эскадрона 105-й отдельной кавалерийской бригады Восточного фронта, затем в июле был переведен на ту же должность в 8-й пограничный отряд (г. Акша Забайкальской обл.).

### Межвоенный период
В ноябре 1924 года  был командирован на учебу в Высшую пограничную школу войск НКВД в Москве, после ее окончания назначен пом. начальника 53-го пограничного отряда (ст. Даурия Читинской обл.). В апреле 1927 года переведен на ту же должность в 58-й пограничный отряд (г. Никольск-Уссурийский Приморского края). С октября 1929 года по июль 1930 года находился на учебе на кавалерийских КУКС РККА в городе Новочеркасск, затем был назначен помощником начальника 41-го пограничного отряда (г. Нахичевань). Принимал участие в ликвидации бандитизма в Закавказье. 25 декабря 1931 года в ознаменование 14-й годовщины ВЧК — ОГПУ был награжден пистолетом Коровина, а в 1932 года «за беспощадную борьбу с бандитизмом» — револьвером системы Наган. С апреля 1932 года и. д. начальника окружной школы младшего начсостава погранвойск НКВД ЗСФСР в городе Закаталы, с июня 1934 года вступил в командование 61-м железнодорожным полком войск НКВД в городе Тбилиси. Приказом НКВД № 950 от 27.04.1939 ему было присвоено воинское звание полковник. С декабря 1939 года и. д. начальника 1-й части и начальника 1-го отделения штаба 3-й дивизии войск НКВД по охране железнодорожных сооружений в городе Могилев.

### Великая Отечественная война
С началом  войны в той же должности. С сентября 1941 года полковник  Фокин и. д. пом. начальника штаба 3-й дивизии войск НКВД по охране ж.-д. сооружений, переформированной затем в 24-ю дивизию войск НКВД по охране железных дорог. В ноябре того же года допущен к врид командира 79-го полка войск НКВД по охране тыла Брянского фронта. Полк выполнял задачи прикрытия войск тыла 13-й армии (вплоть до смены его пограничниками), действовал в направлении Могилев, Рославль, Липецк, Елец. В ходе Орловско-Брянской оборонительной операции  Фокин выполнял специальное задание Военного совета фронта с батальоном из состава дивизии в районе Верховье — был придан оперативной группе Военного совета фронта, имея задачу обозначить рубеж обороны и обеспечить выход из окружения в своем секторе частей. Одновременно занимался борьбой с дезертирством и наведением порядка. С задачами справился успешно. С выходом из состава Брянского фронта с февраля 1942 года полк выполнял задачу по охране объектов Московско-Киевской ж. д. и перевозимых грузов. Приказом НКВД от 14 марта 1942 года утвержден в должности командира 79-го полка войск НКВД в составе 24-й дивизии войск НКВД по охране железных дорог.
В мае 1943 года назначен командиром 90-го стрелкового полка 95-й стрелковой дивизии, входившей в состав 3-й резервной армии. Дивизия в это время находилась на формировании в районе станции Средняя Алексинского района Тульской области. Через месяц вступил в должность заместителя командира этой дивизии. В период с 30 мая по 15 июля она была переброшена на Западный фронт (в район 10 км юго-западнее Павлиново). С 28 августа 1943 г. ее части в составе 21-й армии этого фронта участвовали в Смоленской, Ельнинско-Дорогобужской и Смоленско-Рославльской наступательных операциях. С 16 октября дивизия входила в состав 68-й, 5-й (с 1 ноября) и 33-й (с 8 декабря) армий Западного фронта и вела наступательные и оборонительные бои в районе Витебска. Дважды, в сентябре и ноябре 1943 года, полковник  Фокин был ранен. В период с 4 по 12 января 1944 года он врид командира дивизии. В этот период ее части безуспешно вели атаки по прорыву оборонительной полосы противника на рубеже Павлюченки, Поротьково (8 км южнее Витебска). Во второй половине февраля 1944 года дивизия по ж. д. была переброшена через Смоленск, Вязьма, Ржев на ст. Старица Калининской области, где до конца мая находилась в резерве Ставки ВГК в составе 81-го стрелкового корпуса 20-й армии. Затем она была включена во 2-й Белорусский фронт. С конца июня 1944 года ее части в составе 49-й, затем 50-й армий этого фронта принимали участие в Белорусской, Могилевской, Минской, Белостокской и Осовецкой наступательных операциях. За успешное форсирование реки Днепр ей было присвоено наименование «Верхнеднепровская» (10.07.1944), за овладение городом и крепостью Гродно она была награждена орденом Красного Знамени (25.07.1944), а за освобождение крепости Осовец — орденом Суворова 2-й степени (01.09.1944). В боевой характеристике на В. И. Фокина в этот период отмечалось: «Во время боевых действий с 23.6.1944 по 17.8.1944 года для выполнения задач дивизии полковник Фокин несколько раз командировался в части дивизии и своим присутствием на наблюдательных пунктах командиров частей обеспечивал выполнение боевых задач. Там, где полковник Фокин помогал организовать бой частям по разгрому немецких захватчиков, там были хорошие результаты. Способностью вождения войск обладает, организовать современный бой может». В сентябре — октябре 1944 года дивизия находилась в резерве Ставки ВГК на доукомплектовании, затем была переброшена в район Люблина в состав 33-й армии 1-го Белорусского фронта. С января 1945 года ее части принимали участие в Висло-Одерской, Варшавско-Познанской и Берлинской наступательных операциях. Умер 22 июня 1945 года. Похоронен на армейском офицерском кладбище в городе Цибинген (Польша).

## Награды
- орден Ленина (21.02.1945)[3][4]
- два ордена Красного Знамени (05.10.1943[5],   03.11.1944[6][4])
- орден Отечественной войны I степени (09.09.1944)[7]
  - медали в том числе:
  - «XX лет Рабоче-Крестьянской Красной Армии» (1938)[7]
  - «За Победу над Германией в Великой Отечественной войне 1941—1945 гг.» (1945)
- Именное оружие — Пистолет Коровина (1931)[2].
- Именное оружие — Наган (1932)[2].